# Loch Lloyd
Loch Lloyd – wieś w Stanach Zjednoczonych, w stanie Missouri, w hrabstwie Cass.